# Montserrat Abelló
Montserrat Abelló Soler (Tarragona, 1 de febrero de 1918-Barcelona, 9 de septiembre de 2014) fue una poetisa y traductora española que escribía en lengua catalana.

## Biografía
Pasó la infancia y la juventud entre diversas localidades (Tarragona, Cádiz, Londres y Cartagena), siguiendo los traslados de su padre por motivos laborales. Estudió en Barcelona donde, en la Facultad de Filosofía y Letras, conoció a Carles Riba. En 1936 era profesora de inglés en Valencia. Tras la Guerra Civil, en 1939 se vio obligada a exiliarse a Francia y más tarde, a Chile, donde vivió cerca de veinte años.
Volvió a Barcelona en 1960. Además de escribir, en estos años se dedicó a traducir obras de Agatha Christie, Iris Murdoch, E.M. Forster y sobre todo, Sylvia Plath, de quien recibió una fuerte influencia. En aquellos momentos comenzó a publicar sus poemarios. También tradujo al inglés las obras de clásicos catalanes como Salvador Espriu, Mercè Rodoreda, Maria Àngels Anglada, Maria Mercè Marçal y Olga Xirinacs.
En 1998 le fue concedida la Cruz de San Jorge, en 2006 fue Poeta de honor en el VI Festival de Poesía de San Cugat (Barcelona).
El cantaor de flamenco catalán Miguel Poveda ha cantado su poema "Al meu pare" con música de Marcelo Mercadante.

## Obra
- 1963, Vida diària
- 1981, Vida diària. Paraules no dites
- 1986, El blat del temps
- 1990, Foc a les mans
- 1995, L'arrel de l'aigua
- 1995, Són màscares que m'emprovo...
- 1998, Dins l'esfera del temps
- 2002, Al cor de les paraules. Obra poètica 1963-2002
- 2004, Asseguda escrivint
- 2006, Memòria de tu i de mi
- 2009, El fred íntim del silenci
- 2010, Poemes d'amor. Antologia. Prólogo de Vinyet Panyella
- 2014 Enllà del parlar concís

## Premios
- 1999, Premio de la Crítica Serra d'Or por Dins l'esfera del temps.
- 2003, Premio Cavall Verd-Josep M. Llompart por Al cor de les paraules. Obra poètica 1963-2002.
- 2003, Premio Letra de Oro por Al cor de les paraules. Obra poètica 1963-2002.
- 2008, Premio de Honor de las Letras Catalanas.[5]
- 2008, Premio Nacional de Cataluña, a la trayectoria profesional y artística.